# Орор (газета, 1897)
«Оро́р» (фр. «L'Aurore» — «Заря») — французская ежедневная газета либерального и социалистического направления. Издавалась в Париже.

## История
Основана в 1897 году Эрне Воэном. В номере за 13 января 1898 года было опубликовано открытое письмо Эмиля Золя «Я обвиняю» касательно дела Дрейфуса, в котором писатель выдвинул обвинения против французских властей. Редакционный состав был представлен по большей части Жоржем Клемансо, Артуром Ранком и Бернардом Лазарем. С августа 1898 года по июль 1899 года с изданием сотрудничал писатель Октав Мирбо. Кроме того, в газете публиковал свои литературные произведения Анатоль Франс.
В 1903 году Жорж Клемансо сменил Готье на посту главного редактора и возглавлял издание вплоть до своего прихода к власти в 1906 году. Под управлением Клемансо газета перестала быть литературным изданием, и всё больше служила политическим идеям, публикуя антиколониальные статьи, особенно затрагивая марокканский вопрос, возникший в 1905 году в связи с кризисом в Танжере. Критиковала политику антимилитаризма и интернационализма, проводимую Гюставом Эрве. С 1906 года по 1908 год политическим редактором был Артур Ранк. Затем «Орор» переживала упадок. В 1912 году тираж не превышал 7000 экземпляров. В 1914 году выпуск газеты был прекращён.